# Menlo Park
Menlo Park is een plaats (city) in de Amerikaanse staat Californië, en valt bestuurlijk gezien onder San Mateo County. Sinds 2011 is het hoofdkantoor van Facebook Inc. in Menlo Park gevestigd. SRI International opereert ook vanuit de plaats.

## Demografie
Bij de volkstelling in 2000 werd het aantal inwoners vastgesteld op 30.785.
In 2006 werd het aantal inwoners door het United States Census Bureau geschat op 29.981, een daling van 804 (-2,6%).

## Bekende personen uit Menlo Park

### Geboren
- Josie Maran (1978), actrice en fotomodel

### Overleden
- Thorstein Veblen (1857-1929), econoom en socioloog van Noorse afkomst
- Abraham Maslow (1908-1970), klinisch psycholoog.
- Vince Guaraldi (1928-1976), jazzpianist
- Virginia Satir (1916-1988), psychologe
- David Halberstam (1934-2007), journalist

## Geografie
Volgens het United States Census Bureau beslaat de plaats een oppervlakte van 45,1 km², waarvan 26,2 km² land en 18,9 km² water.

## Plaatsen in de nabije omgeving
De onderstaande figuur toont nabijgelegen plaatsen in een straal van 8 km rond Menlo Park.